# آرتمیتا
آرتمیتا (یونانی باستان: Ἀρτεμίτα) یا آرتمیتا در آپولونیاتیس یک شهر یونانی در شرق عراق امروزی بود که در دوره امپراتوری آشور بنیانگذاری شد و در دوره شاهنشاهی اشکانی به اوج پیشرفت خود رسید. بقایای این شهر در نزدیکی مقدادیه قرار دارد.